# Domenico Gnoli
Domenico Gnoli (Rome 3 mei 1933 – New York 17 april 1970) was een Italiaanse kunstschilder, illustrator en decorontwerper. Hij is gekend voor zijn hyperrealistische weergave in close-up van details van alledaagse voorwerpen.

## Jeugd en opleiding
Gnoli werd in 1933 in Rome geboren als zoon van Annie de Garrou (1900-1994), kunstschilderes en keramiste uit een adellijke familie, en Umberto Gnoli (1878-1947), kunsthistoricus en algemeen directeur van het kunsthistorisch museum van Umbrië, afstammeling uit een familie van dichters en kunsthistorici. Zijn zuster Marzia werd het jaar daarop geboren. Ze brachten zijn jeugd door in Rome en Spoleto.
De familiale omgeving met veel aandacht voor kunst en cultuur zorgde ervoor dat Gnoli reeds als kind een passie had voor tekenen en schilderen. Op 10-jarige leeftijd werd hij door zijn vader ingeleid in de architectuur.
Hij volgde lessen in tekenen en etsen bij Carlo Alberto Petrucci en kon al in december 1950, op 17-jarige leeftijd, exposeren in de Galleria Cassapanca in Rome met een reeks grafische werken, getiteld "Mes Chevaliers".

## Theater
Het volgende jaar, in 1951, kon hij deelnemen aan een groepstentoonstelling voor grafiek "Art graphique italien contemporain" in de Galerie Giroux in Brussel. In 1952 exposeerde hij op de Tweede Italiaanse Gravuretentoonstelling in Sassari met etsen en droge naaldtechniek. Tussen 1951 en 1955 was het echter vooral het theater dat zijn aandacht trok. In 1951 ontwierp hij de affiche voor een theatrale versie van het boek "Chéri" van de Franse schrijver Colette.  In 1952 startte hij een opleiding voor decorontwerp aan de Academie voor Schone Kunsten in Rome, maar brak die vrijwel onmiddellijk af om zich als acteur aan te sluiten bij het theatergezelschap Capodaglio - Pilotto - Carraro - Miserocchi. Hij kreeg ook een rol in de film "La fiammata" van Blasetti. Hij ontwierp decors en kostuums voor verschillende theatergezelschappen in Italië en Zwitserland.

## Tussen Parijs en Londen
In 1953 verhuisde hij naar Parijs en kwam terecht in de kringen van de Parijse school en van zogenaamde decadente kunstenaars, zoals Ernest Fuchs en Friedensreich Hundertwasser, voor wie hij veel waardering had.
Jean-Louis Barrault engageerde hem voor het ontwerpen van de decors en de kostuums van "La belle au bois dormant" van Jules Supervielle. Deze voorstelling zou nooit opgevoerd worden, maar Barrault had zeer grote waardering voor de schetsen die hij gemaakt had en schreef een introductiebrief aan Laurence Olivier, codirecteur van de "Old Vic" in Londen. Dit opende voor Gnoli de deuren van de Londense theaterscène. Ondertussen werd hij uitgenodigd om deel te nemen aan de tentoonstelling "Contemporary Italian Painters" in de Sagittarius Gallery in Philadelphia, waar hij fantasierijke tekeningen geïnspireerd op het theater tentoonstelde. Bij "Old Vic" kon hij op een succesvolle wijze de decors en kostuums ontwerpen voor de voorstellingen van "Naar het u bevalt", geregisseerd door Robert Helpmann.  Ondanks zijn veelbelovende carrière als decor- en kostuumontwerper vond Gnoli geen voldoening in de theaterwereld, hij had het vooral moeilijk met teamwerk. Hij besloot het theater te verlaten om zich toe te leggen op de schilderkunst.

## Tussen New York en Europa
In 1955 verhuisde hij naar New York. Hij schilderde en experimenteerde met gemengde techniek met tempera en zand. Onder invloed van Morandi en Carrà kwam hij in de buurt van de Pittura metafisica,de Italiaanse kunstrichting van Georgio de Chirico.
In 1957 exposeerde hij in de Arthur Jeffress Gallery in Londen met 24 tekeningen en 17 schilderijen die de aandacht van kunstcritici trokken. In deze galerie zou hij in 1960 opnieuw een solotentoonstelling krijgen.
De eerste solotentoonstelling in Italië met zijn schilderijen, waarvan 16 in tempera op zandpreparaat, vond plaats in 1958 in de Galleria l'Obelisco in Rome. In juni 1958 was hij decorontwerper voor de voorstelling "Four Chamber Ballets" op het Festival dei Due Mondi in Spoleto onder leiding van John Butler. Zijn tekeningen voor dit ballet werden opgenomen in het oktobernummer van het tijdschrift Wagon Lits.
In New York trouwde hij in 1959 met het model Luisa Gilardenghi die hem introduceerde in de high society van New York. Zo maakte hij kennis met Cecil Beaton, die hem inspireerde voor het maken van meer gedurfde manier van kadreren, waardoor slechts delen van het object of het lichaam werden afgebeeld.
Naast schilderen werkte hij als illustrator, wat tot halfweg de jaren zestig zijn belangrijkste bron van inkomsten was. In 1958 maakte hij de aquarellen voor de Engelse Einaudi-uitgave van Italo Calvino 's "The Baron in the Trees". Hij maakt illustraties voor Amerikaanse tijdschriften als Show Magazine, Fortune, Glamour, Life, Horizon, Playboy en Sports Illustrated en illustreerde "The Gaudy Games" van de dichter Robert Graves. Door zijn succes als illustrator kreeg hij Paul Bianchini Gallery in New York in 1959 en1960 een solotentoonstelling met doeken met afbeeldingen van alledaagse voorwerpen.
Voor het reismagazine Holiday was hij illustrator-verslaggever, waardoor hij, in de periode vooraleer de fotogratie de illustraties zou vervangen, over de hele wereld kon reizen.
Hij schreef de Engelse tekst en maakte 30 kleurenplaten voor het kinderboek "Orestes Or The Art Of Smiling", een fantastisch verhaal verteld door middel van dialogen en illustraties. Het  boek werd in 1961 uitgegeven door de uitgeverij Simon & Schuster.

## Op Mallorca
Nadat hij van zijn vrouw was gescheiden, kwam hij in april 1963 bij toeval op Mallorca terecht. Door het milde klimaat en de mogelijkheid om zich te isoleren besloot hij om zich in Deià te vestigen. Naar eigen zeggen woonde hij in een van de "mooiste uithoeken van de wereld". Andere kunstenaars zoals: Mati Klarwein, Esteban Francés, Ernst Fuchs, Arik Brauer en Robert Graves woonden in de buurt. Hij woonde samen met de kunstenares Yannick Vu (27 augustus 1942), met wie hij in 1965 trouwde. Hij hield van stierengevechten, die hem inspireerden voor enkele geïllustreerde artikelen in tijdschriften.

## Internationaal succes
Het beslissende keerpunt in zijn carrière kwam in 1964 toen Gnoli gefascineerd werd door de details van objecten. Plots nam het verwaarloosbare detail de ganse compositie in. Zijn vriend Ben Jakober introduceerde hem in de wereld van de Parijse galeriehouders. Hij kreeg in november 1964 een solotentoonstelling in de Galerie André Schoeller, destijds een prestigieuze galerie die jonge schilders promootte. Hij kreeg grote waardering van critici en dit betekende voor Gnoli de internationale doorbraak als kunstschilder. De 12 tentoongestelde schilderijen toonden minutieuze details van kledij, zoals de texturen van textiel, een stropdas, een tas en een schoen, uitvergroot op doeken van groot formaat. Hij schilderde op  een ongeziene vernieuwende wijze met een nauwkeurige techniek op basis van acryl vermengd met zand zonder sporen van penseelstreken.De kwaliteit van de grafische expressie van banale voorwerpen wordt dikwijls vergeleken met pop-art, maar dan aangevuld met mysterie en vitaliteit, waardoor ze ook naar het surrealisme of het magisch surrealisme neigen.
Zijn talent werd bevestigd In 1966 door twee prestigieuze prijzen. De Society of American Illustrators riep hem uit tot beste illustrator van het jaar, een onderscheiding die zelden aan een buitenlander werd uitgereikt. Daarnaast kon hij deelnemen aan de Marzotto-prijs, een internationaal evenement dat reeds gevestigde artiesten samen met jonge opkomende Italiaanse talenten onder de aandacht bracht.
Het succes in Parijs opende de deur voor talrijke galerieën. De galeriehouders Jan Krugier uit Genève en Mario Tazzoli uit Turijn gingen hem vertegenwoordigen. Hij kreeg solotentoonstellingen in Napels, Rome, Bologna, in het Paleis voor Schone Kunsten in Brussel, in het Kestner-Gesellschaft in Hannover en op  de vierde editie van Documenta in Kassel.
In 1968 maakte hij opnieuw de illustraties voor een boek van Robert Graves met de titel  "What is a Monster?", uitgegeven door het literaire tijdschrift Horizon. Deze illustraties waren onder de benaming "de Monsters-serie" te zien op de Biënnale van Venetië in 2013.
In de keramiekwerkplaats van zijn moeder in Rome ontwierp hij vijf bronzen sculpturen die herinnerden aan onderwerpen van zijn schilderijen. Ze werden in 1969 tentoongesteld in de Sidney Janis Gallery in New York, samen met 40 schilderijen. De daarop volgende tentoonstellingen in het Suermondt-Ludwig-Museum in Aken en in de Galerie Schmela in Düsseldorf begin 1970 zouden zijn laatste zijn.

## De ziekte

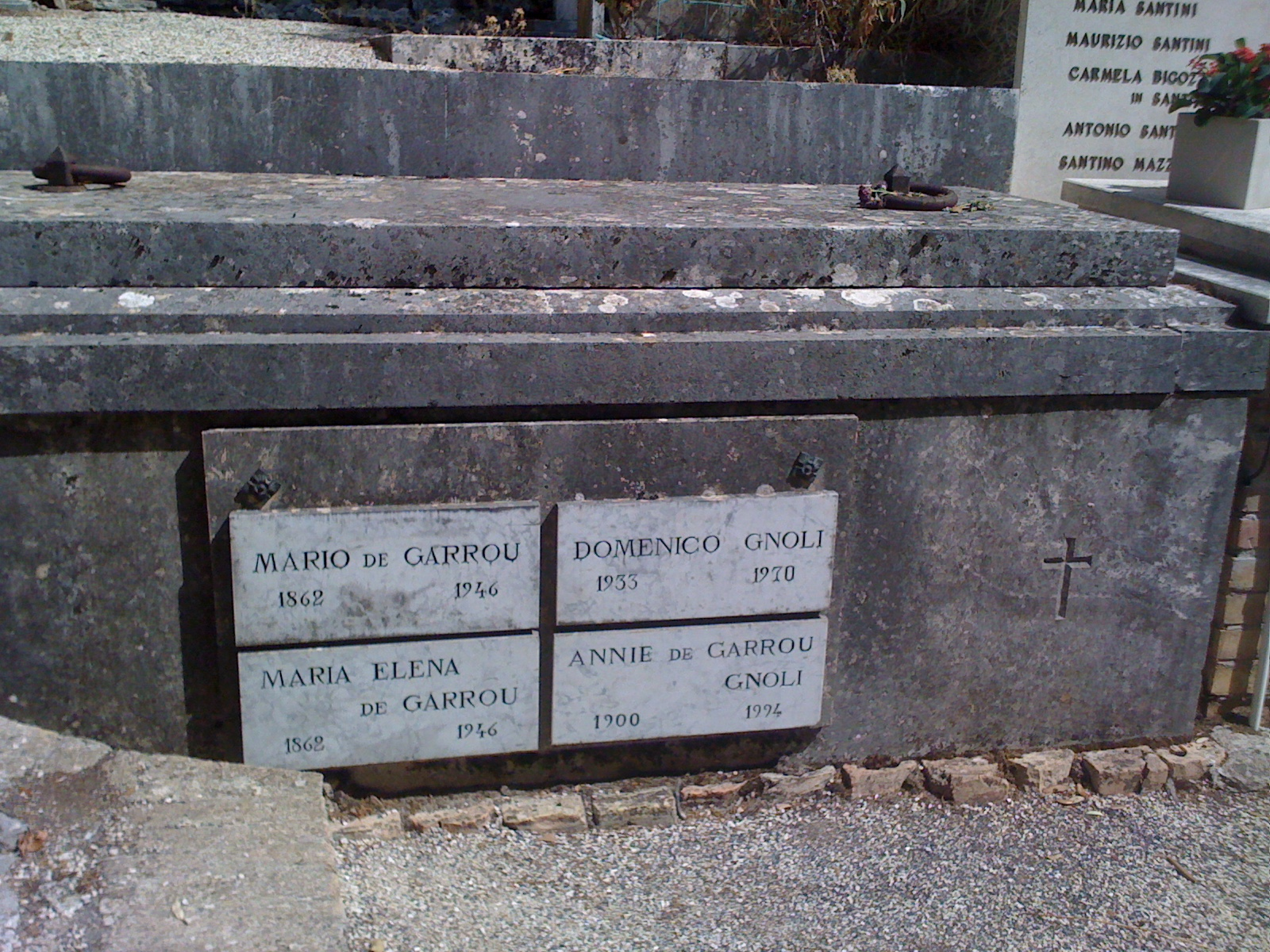
Graf van Domenico Gnoli in Monteluco

Begin 1970 werd kanker vastgesteld. Hij stierf reeds na een paar maanden op 36-jarige leeftijd in New York. Zijn lichaam werd overgebracht naar het familiegraf op de kleine begraafplaats van Monteluco di Spoleto gelegen op het domein van de 'Hermitage van San Bonifacio", dat zijn moeder via erfenis verkregen had.

## Nalatenschap
Er werden talloze retrospectieven georganiseerd in diverse musea, galeries en evenementen, waaronder de Biënnale van Venetië van 1978, 2003 en 2013, twee solotentoonstellingen (in 2012 en 2018) in de galerie Luxembourg & Dayan in New York, op het Festival dei Due Mondi in Spoleto in 2017 en in de Prada Foundation van Milaan in 2021.
Door de inspanningen van zijn moeder, Annie de Garrou, en zijn weduwe, Yannick Vu, kunnen foto's, getuigenissen, werken, geschriften, brieven en uitgebreide bibliografie van de kunstenaar geraadpleegd worden in een omvangrijk archief.
Zijn werken zijn opgenomen in talrijke musea en private collecties, zoals in Genève, Brussel, Darmstadt, Rotterdam, Parijs, Frankfurt, Rome, Madrid, Venetië, Palma de Mallorca en Modena.